# بچه‌های درخت جوالدوز
بچه‌های درخت جاكاراندا (انگلیسی: Children of the Jacaranda Tree) نام اولین رمانی است که توسط سحر دلیجانی نوشته شده‌است. این رمان در بیش از ۷۵ کشور و بیش از ٣٠ زبان منتشر شده‌است. در سال ۲۰۱۳ از این رمان رونمایی شد و در سال ۲۰۱۴ میلادی منتشر شده‌است. این رمان در سال ۲۰۱۴ میلادی، نامزد دریافت جایزه اسکار بهترین رمان ادبی شد.